# 软玉
软玉（英語：Nephrite），或稱閃玉，是主要為由微晶質的角闪石族矿物中透閃石-陽起石系列的礦物組成的岩石，並呈纤维状交织在一起构成致密状集合体，质地细腻且韧性佳。軟玉的化學式為 Ca2(Mg, Fe)5Si8O22(OH)2。 軟玉呈半透明白色至極淺黃色，在中國被稱為羊脂玉（參看和闐玉）；呈不透明白色至極淺棕色或灰色，被稱為雞骨白；以及各種綠色。加拿大西部與中国大陸等地區是現代（寶石）軟玉的知名產地。 軟玉從新石器時代就被用來作為器皿、裝飾雕刻，以及首飾等。軟玉在加熱至攝氏1025度時，礦物形式會轉變成透輝石。

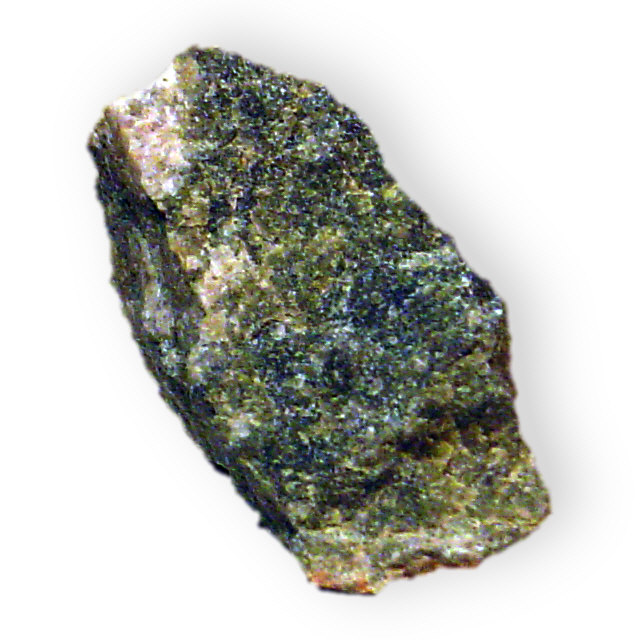
美國懷俄明州蘭德縣產的角閃石
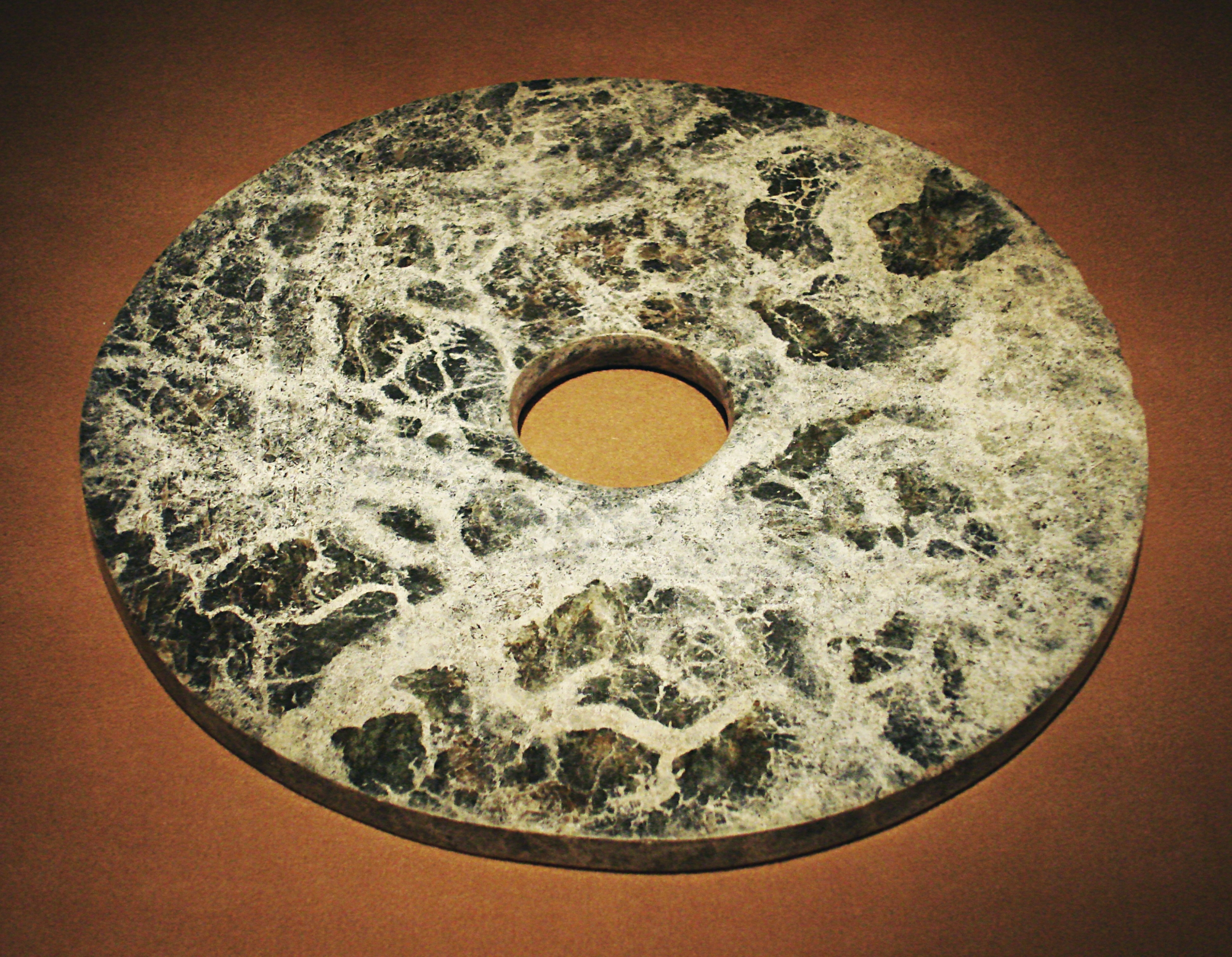
中國良渚文化時期的玉器
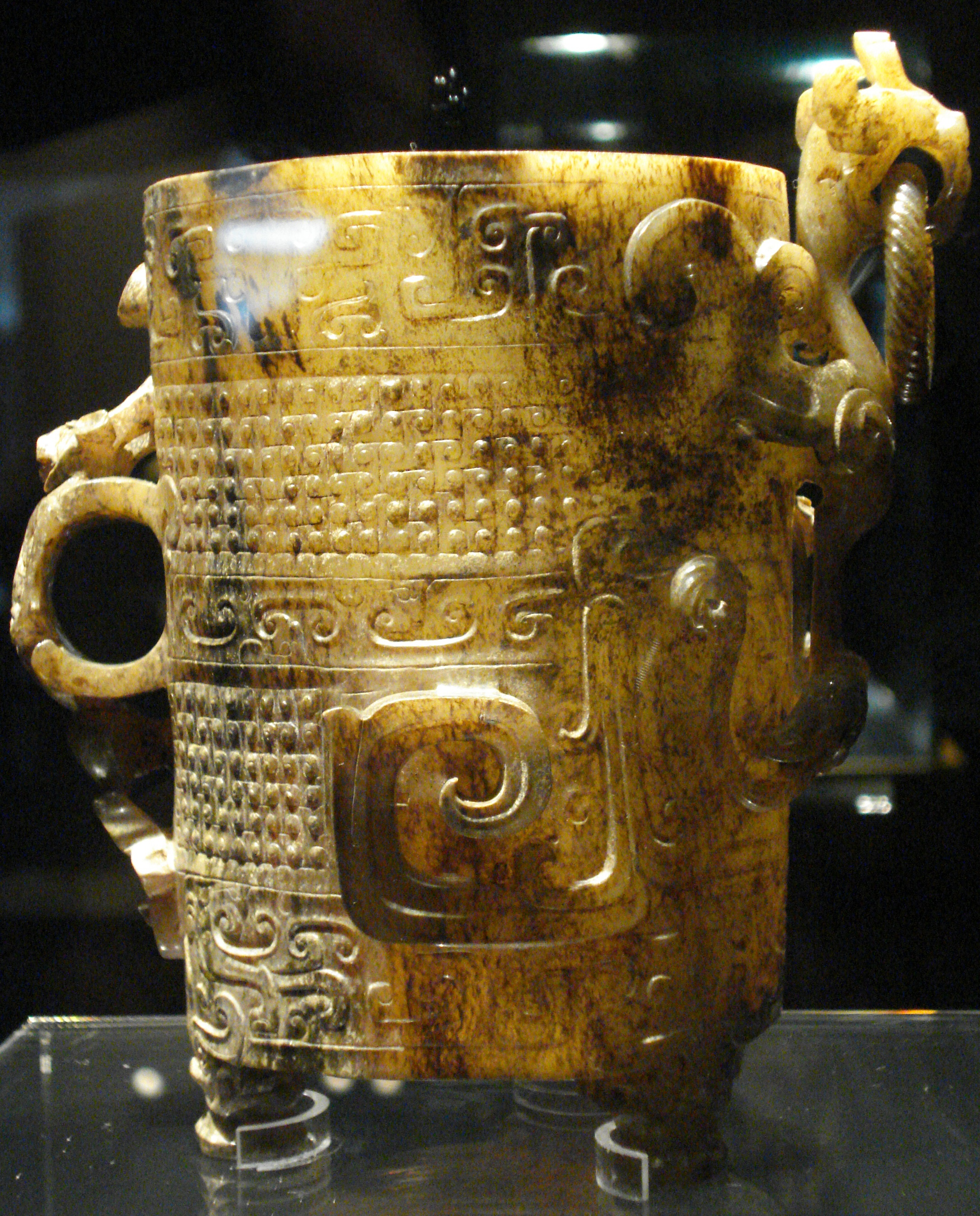
上海博物館展出的玉器